# Sinopotamon yangtsekiense
Sinopotamon yangtsekiense е вид десетоного от семейство Potamidae. Видът не е застрашен от изчезване.

## Разпространение и местообитание
Разпространен е в Китай (Анхуей, Джъдзян, Дзянси, Дзянсу, Хубей и Хънан).
Обитава сладководни басейни и реки.

## Описание
Популацията на вида е стабилна.